# NK Jedinstvo Kulina
Nogometni klub "Jedinstvo" (NK Jedinstvo; Jedinstvo;) je bio nogometni klub iz Kulina, Grad Derventa, Republika Srpska, Bosna i Hercegovina.

## O klubu
NK Jedinstvo Kulina je osnovan 1976. godine. Klub je djelovao u Mjesnoj zajednici Kulina (Božinci, Poljari i Kulina) i okolnim mjestima Bukovica, Šušnjari i Vinogradine. Od svoga osnutka do Domovinskog rata 1992. godine klub se aktivno natjecao. Prvih deset godina (1976.-1986.) se natjecao u Općinskoj nogometnoj ligi Derventa BiH. Od 1986. godine do početka rata klub se natjecao u Međuopćinskoj ligi Doboj. U Domovinskom ratu osam (8) članova kluba dalo je svoj život u postrojbama HVO.  Po završetku Domovinskog rata i postupnom povratku u svoju Kulinu, klub je ponovno registriran kao "Udruga povratnika NK Jedinstvo Kulina" Derventa (Predsjednik Slavko Bubalo). Klub organizira malonogometne turnire u Kulini i sudjeluje na turnirima u Bosanskoj Posavini.[nedostaje izvor]

## Uspjesi
OPĆINSKA NOGOMETNA LIGA DERVENTA[nedostaje izvor]
- 1979. godine Plasman u Općinsku (A) ligu
- 1985./1986. godine Prvaci Općine Derventa

OSVAJAČI KUP-a DERVENTA (3X)[nedostaje izvor]
- 1986. godine Jedinstvo - Zadrugar  1:0
- 1989. godine Jedinstvo - Polje     1:0
- 1991. godine Jedinstvo - Zadrigar  2:0
- 1981. godine finalisti KUP-a

MEĐUOPĆINSKA NOGOMETNA LIGA DOBOJ[nedostaje izvor]
- 1988./1989. godina 2. mjesto MOL Doboj
- 1990./1991. godine 2. mjesto MOL Doboj
- jesen 1991. godine 2. mjesto MOL Doboj

PREDSJEDNICI NK JEDINSTVO KULINA[nedostaje izvor]
- Ilija Bubalo-Roja, Stjepan Mijatović-Ćipa, Pejo Rašo, Mato Jerković-Taksista i Ivan Vukoje

TRENERI NK JEDINSTVO KULINA[nedostaje izvor]
- Anto Ereš, Marko Stanić, Hasan Eminović, Pavo Majić, Zvonko Bodulović, Mesud Sadiković, Sado Keskinovič, Edo Hrustić, Ivan Bubalo i Petar Popić.

POZNATI IGRAČI NK JEDINSTVO KULINA[nedostaje izvor]
- Pero Leko, Mijo i Josip Marinić, Luka Ćurić, Pero Marijić, Pavo Majić, Ivica Guberac, Braco i Stipo Jerković, Luka, Mijo i Ivan Popić,
- Marko, Zvonko i Slavko Bubalo, Tadija Krištić, Miro, Mato i Slavko Krajnović, Slavko i Jurica Pudić, Jozo Mioč, Pejo Karlović, Marijan Marić,
- Anto Zirdum, Mesud Sadiković, Petar Arelić, Miroslav Čabraja, Marko i Anto Prgomet, Miroslav Juričić, Milivoje Popović, Drago Ljubas,
- Nikola Brico, Zlatko Kljajić, Marijan Lovrić, Zoran Petrović, Edo Hrustić, Milorad Subić, Fikret Đulbić, Zoran Jovičić, Salko Čavalić,
- Ismet Šahinović, Ivo Anušić, Asim Muhović, Milovan Marković,Ismet Omeragić, Zdeno Nehutni, Braco Gavranić.

## Vanjske poveznice
- [neaktivna poveznica]